# Hack (プログラミング言語)
Hackは、Metaにより開発されたプログラミング言語である。オープンソースとして公開されており、同社が開発したPHP実行環境のHipHop仮想マシン (HHVM) で動作する。
HackはHHVM環境で動作するPHPの新しいバージョンと見なすこともできるが、PHPとは異なり動的/静的双方の型システムが使用可能となっている。MetaではHackを「漸進的型付き言語」であるとしており、これがHackの強みとされている。

## 歴史
Hackは2014年3月20日に一般に公開された。Hackは公開以前からMeta社内において広く使用されており、同社の実環境における厳しいテストをくぐり抜け開発された。
Hackの登場はPHPにも影響を与えており、2015年12月にリリースされたPHP7は、Hackと同一構文の型システムを搭載している。

## 特徴
Hackの特徴としては、Web開発において広く用いられているPHPとシームレスに連携できることがまず挙げられる。PHPで書かれたほとんどのスクリプトは、そのままHackのスクリプトとして実行可能である。 Hackの型システムでは、関数の引数や戻り値、クラスのプロパティに型の指定が可能となる（ローカル変数は不可）。

## 構文
Hackスクリプトの基本的なファイル構造は、PHPスクリプトのものとわずかに異なるもののほぼ同じである。PHPがスクリプトの開始を <?php で宣言するのに対して、Hackでは <?hh で宣言する。
```
<?
hh

echo
 
'Hello World'
;

```

上のスクリプトはPHPと酷似している。実行すると、以下の出力がブラウザに対して与えられる。
```
Hello World

```

注意が必要な点だが、HackのコードはPHPのようにHTML中に埋め込むことができない。例えば、PHPでは以下のようにPHPとHTMLを一つのファイルに記述することができる。
```
<html>

    <head>

        <title>PHP Test</title>

    </head>

    <body>

        <!-- hhではこうした記述はできない -->

        
<?php
 
echo
 
'<p>Hello World</p>'
;
 
?>
 

    </body>

</html>

```

しかし、Hackではこの構文はサポートされていない。そうした用途には、同じくMetaが開発したXHPや、別途テンプレートエンジンを用いる必要がある。

### 関数
Hackでは関数の引数や戻り値に型を指定することができる。型の指定は以下のように行う。
```
<?
hh

// Hackの関数では以下のように型を指定する。

function
 
negate
(
bool
 
$x
)
:
 
bool
 
{

    
return
 
!
$x
;

}

```